# Flurbach (Fischbach)
Der Flurbach ist ein etwa eineindrittel Kilometer langer linker und westlicher Zufluss des Fischbachs in Groß-Bieberau im hessischen Landkreis Darmstadt-Dieburg

## Geografie

### Verlauf
Der Flurbach entspringt im Westen von Groß-Bieberau und mündet in Groß-Bieberau in den Fischbach. Am Stadtrand wird er in einen unterirdischen Kanal geleitet, der unterhalb der Flurbachstraße und der Straße Am Flutgraben verläuft und direkt zum Fischbach führt.

### Geschichtlicher Verlauf
Bis 1896 floss der Flurbach noch durch die Flurbachstraße und dann als Dorfbach parallel zur Dorfgasse, der heutigen Marktstraße, entlang der nördlichen Häuserzeile. Über Brücken und Stege gelangte man in die Höfe und Häuser. Der Flurbach mündete kurz vor der Brensbacher Straße (heute Jahnstraße, B38) in den Fischbach. 
Im Jahre 1896 wurde in Groß-Bieberau die Wasserleitung und Kanalisation gebaut. Der offene Dorfbach wurde in die Kanalisation eingeleitet und verschwand damit aus dem Stadtbild.

### Flusssystem Gersprenz
- Fließgewässer im Flusssystem Gersprenz